# 青州 (山東省)
青州（せいしゅう）は、中国にかつて存在した州。

## 先秦時代
上古の中国の九州の一つに数えられている。具体的な区域については、『尚書』では「海岱」すなわち泰山から黄海までの区域とし、『周礼』では「正東」すなわち中原から真東側にあたる地域であるとする。なお、『尚書』は州名の由来について東方は五行の木に属し、木は青色に対応するためであると説明している。

## 漢代
紀元前106年（元封5年）、漢の武帝が全国を13州に分割し各州に刺史を設置した際、おおむね現在の山東省にあたる地域を青州刺史部とし、平原・千乗・済南・斉郡・北海・東萊・菑川・膠東・高密の9郡を管轄した。
前漢滅亡後の混乱期には赤眉軍の根拠地となったが、光武帝に破られた。後漢に入って臨朐を州治とした。後漢末期、青州は黄巾賊が大流行しており、青州の黄巾賊が中国北部を大いに荒らし、兗州に攻め込み192年に兗州刺史の劉岱を殺したが、兗州刺史となった曹操に黄巾賊の兵30万人、非戦闘員100万人が降伏している。曹操は、その中から精鋭を選んで自軍に編入し、「青州兵」と名付けた。その後、袁紹の子の袁譚が田楷や孔融との争いに勝利し、青州を支配したが、曹操に敗れて青州を奪われた。その後も青州は賊の巣窟となり治安が悪かったが、曹操の部将の臧覇・孫観・夏侯淵・呂虔・牽招らが賊を討伐し、青州刺史となった王淩が優れた政治を行い、ようやく治安が回復した。

## 魏晋南北朝時代
永嘉以後の動乱の中で、青州は曹嶷・後趙・段龕・前燕・前秦・南燕などと目まぐるしく支配者を変えることになった。劉裕の北伐により東晋が青州を占領すると、東晋は既に現在の淮安市周辺に僑州として青州を置いていたため、本来の青州を「北青州」とし、僑州を「南青州」とした。北魏が青州を占領した後も、この区分を襲い、青州と南青州を併置した。東晋の安帝時期に州治を東陽城に移した。北斉の天保7年（556年）に州治を南陽城に移した。南朝宋の文帝時期に冀州（後の斉州）、470年（皇興4年）に光州に分割されるなど細分化が進んだ。

## 隋代
隋初には、青州は3郡7県を管轄した。607年（大業3年）に州が廃止されて郡が置かれると、青州は北海郡と改称され、下部に10県を管轄した。隋代の行政区分に関しては下図を参照。
| 隋代の行政区画変遷 | 隋代の行政区画変遷 | 隋代の行政区画変遷 | 隋代の行政区画変遷   | 隋代の行政区画変遷 | 隋代の行政区画変遷                                                    |
| 区分               | 開皇元年           | 開皇元年           | 開皇元年             | 区分               | 大業3年                                                               |
| ------------------ | ------------------ | ------------------ | -------------------- | ------------------ | --------------------------------------------------------------------- |
| 州                 | 青州               | 青州               | 青州                 | 郡                 | 北海郡                                                                |
| 郡                 | 斉郡               | 北海郡             | 楽安郡               | 県                 | 益都県 臨朐県 寿光県 北海県 下密県 都昌県 営丘県 博昌県 千乗県 臨淄県 |
| 県                 | 益都県 昌国県      | 下密県 都昌県      | 楽安県 千乗県 高陽県 | 県                 | 益都県 臨朐県 寿光県 北海県 下密県 都昌県 営丘県 博昌県 千乗県 臨淄県 |

## 唐代
621年（武徳4年）、唐により北海郡は青州と改められた。742年（天宝元年）、青州は北海郡と改称された。758年（乾元元年）、北海郡は青州の称にもどされた。青州は河南道に属し、益都・臨朐・寿光・北海・博昌・千乗・臨淄の7県を管轄した。唐末には淄青平盧節度使の王師範が割拠したが、後梁に滅ぼされた。

## 宋代
宋のとき、青州は京東東路に属し、益都・臨朐・寿光・博興・千乗・臨淄の6県を管轄した。

## 金代
金が青州を占領すると、1138年（天眷元年）に青州は益都府に昇格した。益都府は山東東路に属し、益都・臨朐・穆陵・寿光・博興・楽安・臨淄の7県と広陵・博昌・淳化・新鎮・高家港・清河・王家の7鎮を管轄した。金末には軍閥の李璮が割拠したが、モンゴル帝国に滅ぼされた。

## 元代
1266年（至元3年）、モンゴル帝国により益都府は益都路と改められた。益都路は中書省に属し、録事司と6県8州州領15県を管轄した。1367年、朱元璋により益都路は青州府と改められた。

## 明代以降

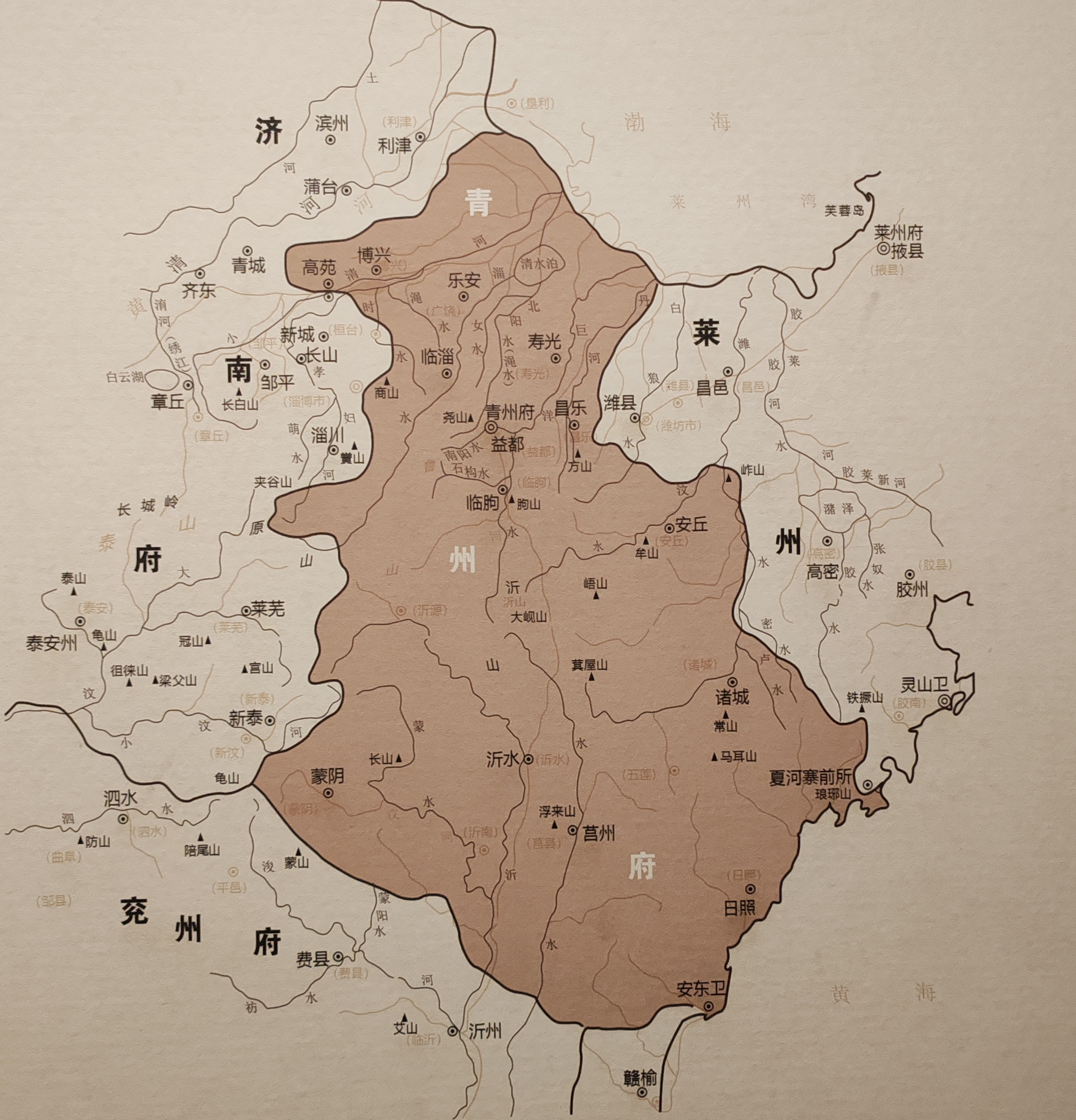
明清青州

明のとき、青州府は山東省に属し、直属の益都・臨淄・臨朐・寿光・博興・高苑・楽安・昌楽・安丘・諸城・蒙陰の11県と莒州に属する沂水・日照の2県、合わせて1州13県を管轄した。
清のとき、青州府は山東省に属し、益都・博山・臨淄・臨朐・寿光・博興・高苑・楽安・昌楽・安丘・諸城の11県を管轄した。
1913年、中華民国により青州府は廃止された。